# Allium stellerianum
Allium stellerianum — вид рослин з родини амарилісових (Amaryllidaceae); поширений у Сибіру й Монголії.

## Опис
Цибулини конічні, по 1–3 сидять на висхідному кореневищі; зовнішні оболонки фіолетові. Стеблина 25–40 см заввишки, пряма, циліндрична. Листків 2–4, 2–3 мм шириною, жолобчасті, скупчені біля основи стрілки, досягаючи 2/3 її висоти. Зонтик більш-менш малоквітковий, негустий, кулястий, рідше напівкулястий. Квітконіжки в 1.5–2 рази довші від оцвітини. Листочки оцвітини 5–6 мм довжиною, жовті, листочки внутрішнього кола на верхівці усічені. Стовпчик сильно видається з оцвітини. 2n=32.
Цвіте в липні, плодоносить у серпні.

## Поширення
Поширений у Сибіру й північній Монголії.
Зростає на сухих кам'янистих і щебенистих схилах гір, на скелях, в остепнених соснових лісах.